# Cerro Ramada
Der Cerro Ramada liegt in den Anden in Argentinien und ist mit 6384 m der zweithöchste Berg der Cordón de la Ramada.
Die Region um den Cerro Ramada gilt als die kartographisch am schlechtesten erfasste Region in den Anden.

## Zustieg
Den langwierigen Anfahrtswegen und der Abgeschiedenheit verdankt der Cerro Ramada, dass er ein einsamer wilder Berg geblieben ist. Ausgangspunkt für die Ramada-Kette ist immer San Juan oder Mendoza. Von Chile wäre eine Annäherung illegal und sehr mühsam.
Obwohl der nahe gelegene Mercedario mehrere Bergsteiger anlockt kann man beim Cerro Ramada nicht von regelmäßigen Besteigungen sprechen.